# Коденка (Житомир)
Коденка — річка й місцевість у Житомирі.        

## Розташування, історія
Річка Коденка брала початок з Хлугового озера, в районі сучасного Житнього ринку. Прямувала на північний захід. Впадала у річку Кам'янку неподалік Польського кладовища. Переважна частина русла річки зникла у другій половині ХІХ століття внаслідок розпланування місцевості та її інтенсивної забудови. До середини ХХ століття окремі ділянки Коденки зберігалися у вигляді міської канави. Нині про існування річкової долини нагадує перепад рельєфу по вулиці Перемоги у кварталі між сучасними вулицею Лесі Українки та площею Короленка.
Річка Коденка показана, зокрема, на мапі 1941 року. Перетинала Пивоварний провулок, вулиці Юрка Тютюнника, Перемоги, Короленка.
У багнистій місцевості в долині річки Коденки неподалік її впадіння у Кам'янку в давнину мешканці тримали рудні — кустарні виробництва з видобутку болотної руди. Ця місцевість з ХІХ століття відома як Рудня. 
У 1970-х роках у багнистому пониззі річки Коденки збудовано квартал багатоповерхових житлових будинків з проєктною назвою «Чехівський». Ця назва не прижилася і в подальшому місцевість відома як «Болото».
Коденка відома також як місцевість. Коденкою називали вулицю Олександрівську (нині Юрка Тютюнника) та прилеглу до неї місцевість.